# Fredens duva
Fredens duva är ett studioalbum från 1985 av dansbandet Lasse Stefanz. Albumet placerade sig som bäst på 27:e plats på den svenska albumlistan.

## Låtlista
1. Fredens duva
2. Min ljuvaste dröm
3. Katmandu
4. Min barndoms gröna dal (Min barndoms grønne dal)
5. Farväl min vän
6. Två som tänder
7. Gubben i skärgår'n
8. En gåva från himmelen (Deserted from Heaven)
9. Jag skall vänta
10. Huset i dalen
11. Joanna
12. Som en dröm
13. Ute på landet

## Medverkande
- Anders Engberg - Saxofon
- Benny Pedersen - Steelguitar
- Lennart Sjöholm - Steelguitar
- Radiosymfonikerna - Stråkar

## Listplaceringar
| Lista (1985) | Topplacering |
| ------------ | ------------ |
| Sverige      | 27           |

### Fotnoter
1. ↑  Placeringar på den svenska albumlistan